# Kiah Melverton
Kiah Melverton (Southport, 5 de noviembre de 1996) es una deportista australiana que compite en natación, especialista en el estilo libre.
Ganó tres medallas en el Campeonato Mundial de Natación, en los años 2022 y 2024, una medalla de bronce en el Campeonato Mundial de Natación en Piscina Corta de 2016 y una medalla de plata en el Campeonato Pan-Pacífico de Natación de 2018.
Participó en los Juegos Olímpicos de Tokio 2020, ocupando el sexto lugar en la pruebas de 800 m libre y 1500 m libre.

## Palmarés internacional
| Campeonato Mundial                  | Campeonato Mundial | Campeonato Mundial | Campeonato Mundial |
| Año                                 | Lugar              | Medalla            | Prueba             |
| ----------------------------------- | ------------------ | ------------------ | ------------------ |
| 2022                                | Budapest (Hungría) | Medalla de plata   | 800 m libre        |
| 2022                                | Budapest (Hungría) | Medalla de plata   | 4 × 200 m libre    |
| 2024                                | Doha (Catar)       | Medalla de bronce  | 4 × 200 m libre    |
| Campeonato Mundial en Piscina Corta |                    |                    |                    |
| Año                                 | Lugar              | Medalla            | Prueba             |
| 2016                                | Windsor (Canadá)   | Medalla de bronce  | 800 m libre        |
| Campeonato Pan-Pacífico             |                    |                    |                    |
| Año                                 | Lugar              | Medalla            | Prueba             |
| 2018                                | Tokio (Japón)      | Medalla de plata   | 1500 m libre       |